# 술타네스 데 몬테레이
술타네스 데 몬테레이는 1939년 창단한 멕시코 몬테레이의 프로 야구 팀이다. 홈구장은 에스타디오 드 베이스볼 몬테레이이다. 멕시칸리그에서 통산 10번의 우승을 차지했고 준우승도 9번 차지했으며 2019년 1월 12일 승부 조작 사건으로 KBO로부터 영구 제명된 전 KBO 리그 LG 트윈스의 투수인 박현준이 입단을 시도했지만 무산되었다. 2019년 3월 21일 전 KBO 리그 기아 타이거스를 거쳐 2018-2019 시즌 오스트레일리안 베이스볼 리그 질롱 코리아에 뛴 투수 김진우가 입단하였다.